# Johannes Bösiger

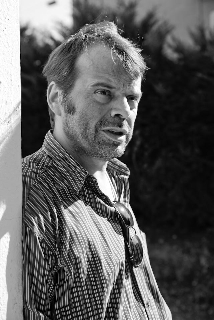
Johannes Boesiger

Johannes Bösiger (* 9. Oktober 1962 in Freiburg im Breisgau) ist ein deutscher Drehbuchautor und Filmproduzent.

## Leben und Schaffen
Johannes Bösiger wurde als Sohn des Film- und Theaterschauspielers sowie Regisseurs Paul Bösiger und seiner Frau Margherita in Freiburg im Breisgau geboren. Bereits im Alter von vierzehn Jahren spielte er professionell Theater an den Städtischen Bühnen Nürnberg, trat knapp 130 Mal als Hauptdarsteller des von Friedrich Schirmer und Herbert Lehnert inszenierten Stücks Schweig, Bub! von Fitzgerald Kusz auf, absolvierte beim Vater eine Regiehospitanz. Nach dem Tod des Vaters erfolgte die Übersiedlung in die Schweiz, wo Johannes Bösiger nach Abschluss einer Buchhändlerlehre Journalist wurde. Erst als freier Mitarbeiter von Zeitungen wie Der Tagesspiegel oder Die Presse und die Zürcher Weltwoche, dann als Redakteur der Neuen Zürcher Zeitung schrieb er vor allem Filmkritiken, wechselte dann 1988 zum Schweizer Fernsehen, wurde dort Dramaturg und Produzent.
Nach Beteiligung in diversen Funktionen sowohl an reinen Fernseh- wie auch an Kinokoproduktionen legte Johannes Boesiger 1992 mit dem Kinospielfilm Kinder der Landstraße den ersten vollständig selber geschriebenen und produzierten Film vor. Nach diversen weiteren Produktionserfahrungen folgte zwischen 1996 und 2006 der Versuch, in Zürich ein Kulturunternehmen aufzubauen. Nach Scheitern dieses Vorhabens aufgrund rechtlicher Widerstände ist Johannes Bösiger heute als Autor und Produzent für internationale englischsprachige Projekte engagiert. Frühe Begegnungen mit Frank Daniel, Douglas Sirk und anderen haben sein filmhandwerkliches Verständnis geprägt. 1993 absolvierte Johannes Bösiger zusammen mit Peter Aalbæk Jensen, Produzent von Lars von Trier, die Film Finance Master Class der European Media Business School in Kopenhagen.
Neben seiner Haupttätigkeit als Autor und Produzent war Johannes Bösiger zwischen 1989 und 1995 Mitglied der Direktion des internationalen Filmfestivals von Locarno, Gründungsmitglied des Carl Mayer Drehbuchwettbewerbes in Graz, 2007 Mitinitiant und bis Ende 2011 Consultant der von Thomas Struck geleiteten Sektion „Kulinarisches Kino“ der Berlinale sowie Berater diverser weiterer Filmfestivals, darunter des Pune International Film Festival in Indien.
Seit 2017 ist Johannes Boesiger Geschäftsführer der Jovera Pictures AG/SA/Ltd und als Drehbuchautor und Produzent in Vorbereitung des Films Fly Little Bird.
Johannes Bösiger ist Vater zweier Kinder aus erster und einer Tochter aus zweiter Ehe. Er lebt heute in Zürich.

## Theater und Hörspiele
- 1976 Schweig, Bub!, Städtische Bühnen Nürnberg
- 1977 Schweig, Bub!, Bayerischer Rundfunk
- 1987 Korbes, Süddeutscher Rundfunk

## Filmografie
- 1989 Quicker than the eye (Redaktion Postproduktion)
- 1989 Tatort – Howalds Fall (TV, Drehbuch und Produktion)
- 1990 Auf der Suche nach Salome[3], (TV-Miniserie, Script editor und Produktion)
- 1992 Tatort – Marion (TV, Drehbuch)
- 1992 Kinder der Landstrasse, Drehbuch und Produktion
- 1993 Freischütz, Co-Produktion
- 1993 Tuo Yan Ba – Die Salzmänner von Tibet, Produktionsentwicklung
- 1996 Lisa, Produktionsleitung
- 1999 Tatort – Alptraum (TV, Produktionsleiter)
- 2010 Fly Little Bird (Arbeitstitel), Drehbuch, Produktion, Regie (in Vorbereitung)

## Auszeichnungen
- 1989 Special mention for Howalds Fall, TV-Festival[4]
- 1992 Best foreign picture für Kinder der Landstrasse[5]
- 1992 Grand prix du jury für Kinder der Landstrasse[6]